# Begonia olganunezae
Begonia olganunezae — вид рослин із родини бегонієвих (Begoniaceae). Належить до секції Begonia sect. Petermannia.

## Морфологічна характеристика
Новий вид B. olganunezae морфологічно близький до B. affinis і B. bangsamoro у тому, що має кінцеві суцвіття та тичинкові квітки з 4 листочками оцвітини, але значно відрізняється наявністю ланцетних прилистків, голій зав’язі та коробочки.

## Поширення
Ендемік Мінданао, південні Філіппіни. Поки що цей вид був знайдений і задокументований з його типової місцевості. Росте у гірському лісі з прохолодним середовищем на висоті від 1000 до 1600 м над рівнем моря.

## Етимологія
Вид названо на честь професора, доктора Ольги М. Нуньєзи (Olga M. Nuñeza), видатного професора та вченого з Університету штату Мінданао, щоб відзначити її зусилля у документуванні, вивченні та збереженні флори та фауни Мінданао, як наставника наступного покоління вчених, включаючи першого автора.